# 地獄

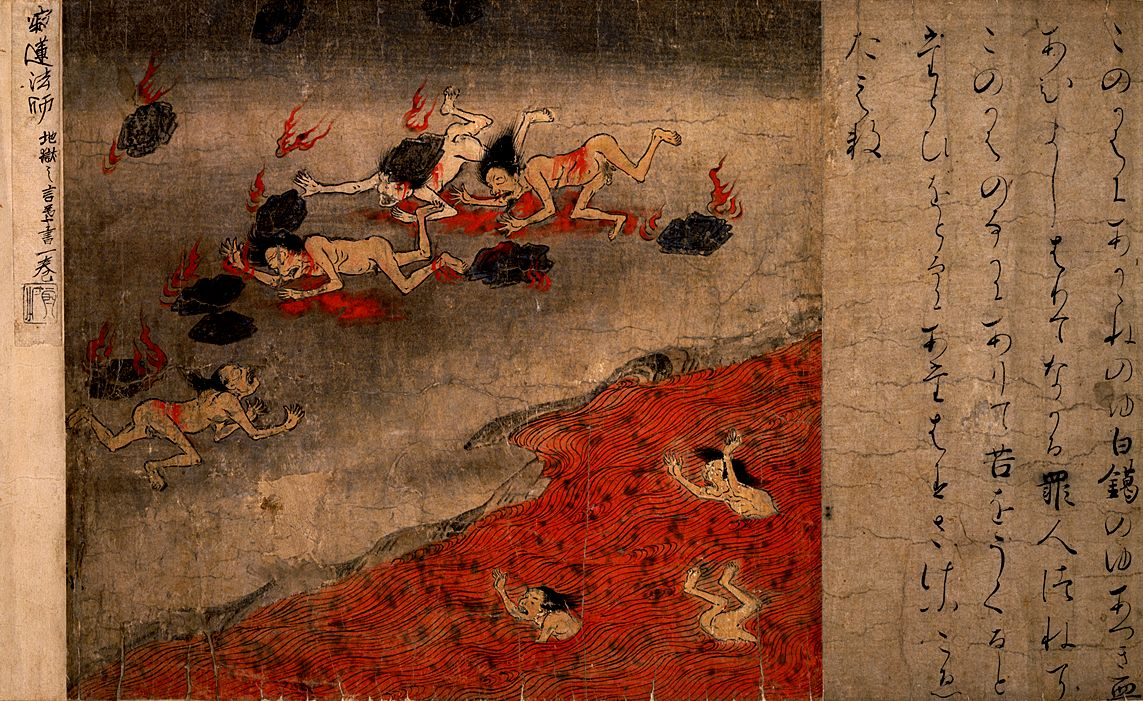
仏教：『地獄草紙』「雨炎火石」（東京国立博物館蔵）

地獄（じごく）は、宗教的死生観において、複数の霊界（死後の世界）のうち、悪行を為した者の霊魂、もしくは霊が死後に送られ罰を受けるとされる世界。厳しい責め苦を受けるとされる。素朴な世界観では地面のはるか下に位置することが多い。

## 各宗教の地獄
主な宗教における地獄は、以下の通り。
仏教

六道の最下層。閻魔の審判に基づいて様々な責め苦を受けるとされる世界。対比されるべきは、本来なら六道の最上層・天界のはずだが、実際には、成仏した者が行く六道のいずれでもない浄土（浄土は数多くあり、極楽はその一つ）と対比させられることが多い。
ヒンドゥー教
聖典のひとつである『ヴィシュヌ・プラーナ』によれば、生前に行った行為に因って陥る地下世界が28か所あり、全体でナラカと呼ばれる。責め苦の内容が各世界の名となっており、審判者となるヤマ神の存在など、仏教の地獄と共通する要素も多い。
キリスト教

一般的に、死後の刑罰の場所または状態、霊魂が神の怒りに服する場所とされる。しかし、キリスト教の教派により、地獄の概念や解釈は多少異なる。
反語は「天国」である。
イスラム教
「ジャハンナム」と呼ばれる。世界の終末に際しての審判において、不信心者や悪事を成した者が灼熱の責め苦を受けるとされる世界。
反語は「天国 (イスラーム)」である。
北欧神話

女神ヘルが支配する、名誉の戦死を遂げられなかった者が行く世界。対比されるのは名誉の戦死を遂げた者（エインヘリャル）が行くヴァルハラ。
マヤ神話
フン・カメーとヴクブ・カメーを支配者とする冥界都市シバルバー（恐怖の場所の意）で、支配者二柱と10柱の神が2柱セットで人間の苦痛を与えるため現世にあらわれるとしている。
一方、地獄がない宗教としては、以下のような事例がある。
エジプト神話
冥界はあり、ドゥアトと呼ばれる世界である。
死者は太陽とともに、地下世界を抜けて現世に戻ってくると信じられていた。
太陽が沈み最初の現れる神はエイカーである。エイカーは、太陽とファラオを魔や蛇から守るための覆いである。
死者に対する裁きはあるが、マアトの羽根より重い魂は、アメミットに食べられ消滅してしまうので、彼らのための地獄というものはない。

## 地獄と関連のある場所

### 実在する場所
- 温泉、火山
  - 地獄谷 - 長野、北海道登別など各地に存在する。

- 熊野 （日本）- 古代、「死者の国」とされた。
- 泰山 （中国）‐道教の聖地で、冥界とされる。
- 羅酆都、酆都、羅酆山 （中国）- かつて死者の国とされた。
- 地獄の口（ポルトガル）
- 地獄の門（トルクメニスタン）
- クルアハンの城砦（アイルランド）- コナハト王国の首都だったとされる場所で、Oweynagat（猫の洞窟）が地獄の入り口とされている。
- ホウスカ城 ‐ ホウスカ（Houska）という名前は門を意味し、民間伝承では底なしの地獄の入り口を封じているとされる。

### 伝承上の場所
- プルートニオン - ギリシア神話における冥界の神プルートーの聖域。二酸化炭素濃度が高いなどの死の可能性のある地域が設定された。
- 地獄の七つの門 - アメリカペンシルバニア州にあるという都市伝説。
- 地獄の声 - アメリカにおける、ソ連に関する都市伝説。

### 地獄にあるとされる場所
- ヘルマウス - 巨大な怪物の口であり、地獄の入り口
- チンワト橋 - ゾロアスター教で死者が生前の業で、罪があれば 裁きが行われる druj-demana （嘘の家）に送られ、良き者は 歌の家に行くことが出来る。
- 枉死城 - 中国の民間信仰で不慮の死で亡くなった魂が集まる地獄にある場所。酆都大帝が管轄し、目連尊者が巡視している。
- 黄泉比良坂- 日本神話

#### 仏教
- 三途川、賽の河原
- 八大地獄
- 十六小地獄

#### ギリシア神話
- ステュクス、プレゲトン、レーテー、アケローン川
- タルタロス、エレボス
- アスフォデル草原

#### 新生(来世)
新生に地獄があるという説もある。過去の人生で罪を犯した分、その次の人生でその罪が全部、自分に振り返ってくるという。

## 文化

### 関連作品
地獄を描いた絵画は、地獄絵、地獄絵図などと呼ばれる。国宝としては、『地獄草紙』などの六道絵(六道の地獄道を描いた図)がある。
- ダンテ『神曲』(地獄篇)

### 比喩表現
宗教（主に仏教）上の地獄から派生して、非常に苦難な状況・境地・場所を地獄と例える。
- 「生き地獄」、「地獄の一丁目」など。
  - 江戸時代において、格の低い売春婦。
  - 現世でおきた地獄のような惨状を、地獄、地獄絵図と呼ぶ[5]。
- 地獄への道は善意で舗装されている

- 一般的な社会生活の中で、困難や試練が繰り返し続く状態や境遇。例えばその日の仕事の内容・状況が非常に苛酷であったことを「今日の仕事は地獄だったよ」のよう使う。
  - 「試験地獄」- 難関試験または複数の試験に合格するために大変な苦労を味わうこと。
  - ヘル朝鮮（韓国）

### 地獄に由来する固有名称
- 奈落 - 劇場において、舞台の下にある空間。
- 火山性ガスや温泉の蒸気などにより草木の生えない場所や、超高温の温泉が大量に湧出する源泉地帯や間欠泉などの温泉地の異名。
  - 地獄温泉
  - 地獄谷温泉
  - 別府地獄めぐり
  - 雲仙地獄
- 地獄蒸し(地獄釜) - 温泉の蒸気を使った蒸し調理。